# Parectromoides varipes
Parectromoides varipes är en stekelart som först beskrevs av Girault 1915.  Parectromoides varipes ingår i släktet Parectromoides och familjen sköldlussteklar. Inga underarter finns listade i Catalogue of Life.